# Vipio fiebrigi
Vipio fiebrigi är en stekelart som beskrevs av Brethes 1909. Vipio fiebrigi ingår i släktet Vipio och familjen bracksteklar. Inga underarter finns listade i Catalogue of Life.